# Lista de países por produção de zinco
Esta é uma lista de países por produção de zinco de 2006, com base nos números Serviço Geológico dos Estados Unidos.
| Rank | País/Região          | Produção de Zinco (Toneladas) |
| ---- | -------------------- | ----------------------------- |
| -    | Mundo                | 10,000,000                    |
| 1    | China                | 2,600,000                     |
| 2    | Austrália            | 1,380,000                     |
| 3    | Peru                 | 1,201,794                     |
| 4    | Estados Unidos       | 727,000                       |
| 5    | Canadá               | 710,000                       |
| 6    | México               | 480,000                       |
| 7    | Irlanda              | 425,700                       |
| 8    | Índia                | 420,800                       |
| 9    | Cazaquistão          | 400,000                       |
| 10   | Suécia               | 192,400                       |
| 11   | Rússia               | 190,000                       |
| 12   | Brasil               | 176,000                       |
| 13   | Bolívia              | 175,000                       |
| 14   | Irão                 | 166,000                       |
| 15   | Polónia              | 135,600                       |
| 16   | Marrocos             | 73,000                        |
| 17   | Namíbia              | 68,000                        |
| 18   | Coreia do Norte      | 67,000                        |
| 19   | Turquia              | 50,000                        |
| 20   | Vietname             | 48,000                        |
| 21   | Tailândia            | 45,000                        |
| 22   | Honduras             | 37,646                        |
| 23   | Finlândia            | 35,700                        |
| 24   | África do Sul        | 34,444                        |
| 25   | Chile                | 31,725                        |
| 26   | Argentina            | 30,300                        |
| 27   | Bulgária             | 17,300                        |
| 28   | Roménia              | 9,600                         |
| 29   | Japão                | 7,169                         |
| 30   | Argélia              | 5,000                         |
| 31   | Arábia Saudita       | 1,500                         |
| 32   | Geórgia              | 400                           |
| 33   | Bósnia e Herzegovina | 300                           |
| 34   | Myanmar              | 100                           |

## Ligações Externas
- Zinc Statistics and Information USGS